# Калапан
Калапан (філ.: Lungsod ng Calapan) — місто, столиця провінції Східний Міндоро на Філіппінах. За даними перепису 2010 року мав населення 124 173 особи.

## Географія
На півночі і північному сході омивається затокою Калапан, на півдні і південному сході межує з муніципалітетом Найджан, на заході - з муніципалітетом Бако. Калапан розташований за 130 км (81 миля) на південь від столиці Філіппін Маніли.
Рельєф міста рівнинний, порізаний річками. Найбільша висота становить 187 м (614 футів) над рівнем моря.

### Клімат
Місто знаходиться у зоні, котра характеризується мусонним кліматом. Найтепліший місяць — травень із середньою температурою 28.9 °C (84 °F). Найхолодніший місяць — січень, із середньою температурою 25.6 °С (78 °F).
| Клімат Калапана         | Клімат Калапана | Клімат Калапана | Клімат Калапана | Клімат Калапана | Клімат Калапана | Клімат Калапана | Клімат Калапана | Клімат Калапана | Клімат Калапана | Клімат Калапана | Клімат Калапана | Клімат Калапана | Клімат Калапана |
| Показник                | Січ.            | Лют.            | Бер.            | Квіт.           | Трав.           | Черв.           | Лип.            | Серп.           | Вер.            | Жовт.           | Лист.           | Груд.           | Рік             |
| Абсолютний максимум, °C | 37              | 37              | 42              | 38              | 38              | 38              | 38              | 40              | 39              | 40              | 36              | 42              | 42              |
| Середній максимум, °C   | 27              | 28              | 29              | 31              | 31              | 31              | 30              | 30              | 30              | 30              | 28              | 27              | 29              |
| Середня температура, °C | 25              | 26              | 27              | 28              | 28              | 28              | 28              | 27              | 27              | 27              | 26              | 26              | 27              |
| Середній мінімум, °C    | 23              | 23              | 24              | 25              | 26              | 25              | 25              | 25              | 25              | 24              | 24              | 23              | 25              |
| Абсолютний мінімум, °C  | 20              | 18              | 20              | 20              | 22              | 17              | 22              | 18              | 22              | 21              | 21              | 21              | 17              |
| Днів з дощем            | 8               | 6               | 5               | 5               | 6               | 10              | 11              | 13              | 11              | 13              | 12              | 13              | 113             |
| ----------------------- | --------------- | --------------- | --------------- | --------------- | --------------- | --------------- | --------------- | --------------- | --------------- | --------------- | --------------- | --------------- | --------------- |
| Джерело: Weatherbase    |                 |                 |                 |                 |                 |                 |                 |                 |                 |                 |                 |                 |                 |

## Адміністративний поділ
Місто має площу 250 км2 (96,55 квадратних миль) і складається з 62 баранґаїв, з них 22 класифікуються як міські і 40 як сільські. Баранґай Сан-Вінсент є фінансовим та торговим центром міста.

## Економіка
Калапан є адміністративним центром регіону Мімаропа. Він також є центром торгівлі, промисловості, транспорту, релігійної діяльності та освіти в провінції Східний Міндоро.
Місто є воротами в провінцію Східний Міндоро. Калапан — найбільший та найжвавіший морський порт на острові Міндоро та знаходиться всього за 45 хвилин ходу на поромі до міжнародного морського порту Батангас. 